# 阿爾特馬克號事件

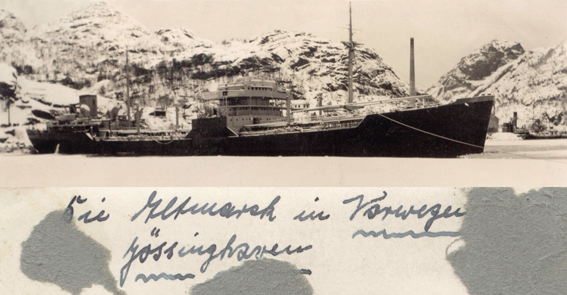
在1940年初戈斯興灣，挪威的船舶阿尔特马克

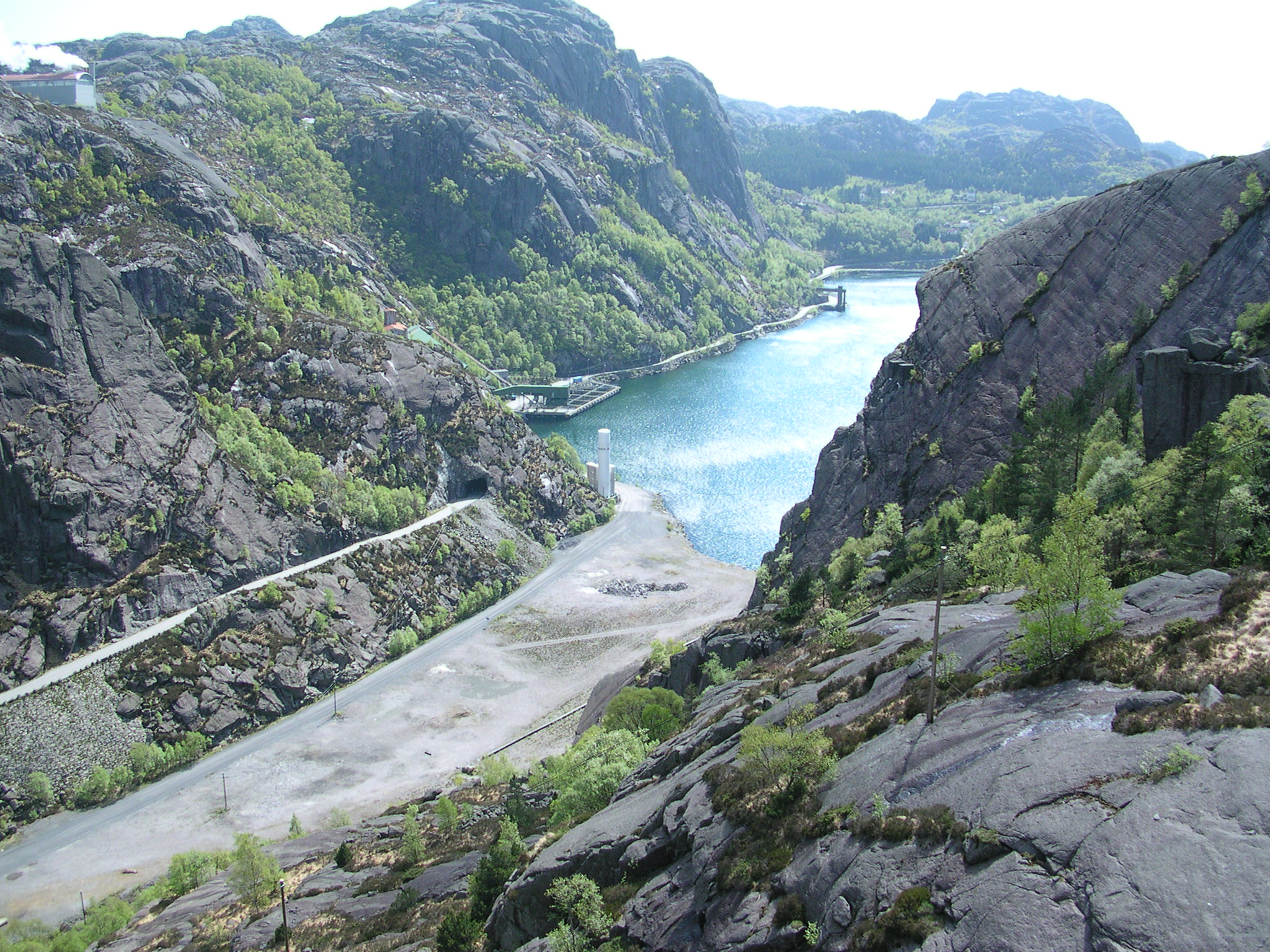
今日的戈斯興灣

阿爾特馬克號事件（德語：Altmark-Zwischenfall），為第二次世界大戰中的一場海上衝突，爆發於1940年2月16日。該日，英國情蒐發現，德國施佩伯爵號戰艦旗下的一艘補給艦阿爾特馬克號，正駛往挪威海岸，準備將前者俘虜的大批英國水兵運往戰俘營。阿爾特馬克號在感受到菲利浦·維昂上校帶領的英國皇家海軍第四驅逐艦大隊的威脅後，指揮官亨李奇·道趕緊下令全速逃往挪威領海，並逃入戈斯興灣尋求中立國的庇護。而英國政府在邱吉爾的堅持下，下令維昂上校截擊阿爾特馬克號。維昂上校不顧挪威中立國身分，強行率領艦隊進入戈斯興灣，迫使阿爾特馬克號擱淺並救出英國戰俘。

## 事後
英國認為挪威包庇德軍運送戰俘，德國認為挪威未積極阻止英國強行登艦，英德兩國都譴責挪威未遵守中立。此外，雙方事先都有擬訂必要時入侵挪威的計畫。本事件是德國4月9日威悉演習作戰主因之一。

## 外部連結
- Ships of the World: Altmark （页面存档备份，存于）
- Halford Mackinder's Necessary War, an essay describing the Altmark incident as part of a cunning plan to embroil Russia in war with Germany. （页面存档备份，存于）

58°19′01″N 6°20′11″E / 58.31694°N 6.33639°E